# Live on the Black Hand Side
Live on the Black Hand Side es un disco doble en vivo de la banda Danzig, lanzado en 2001 por el sello Evilive Records y distribuido por Restless Records. Es el primer álbum de Danzig grabado íntegramente en vivo (ya que Thrall/Demonsweatlive contiene solo cuatro temas en directo), en diferentes presentaciones que realizó la banda entre 1992 y 2000.

## Lista de canciones

### Disco I
1. Godless
2. Left Hand Black
3. How the Gods Kill
4. Dirty Black Summer
5. Pain in the World
6. Evil Thing
7. Halloween II
8. Not of this World
9. Killer Wolf
10. Little Whip
11. Going Down to Die
12. Bringer of Death
13. Stalker Song
14. Long Way Back from Hell

### Disco II
1. Satan's Child
2. 7th House
3. 5 Finger Crawl
4. Unspeakable
5. Lilin
6. Her Black Wings
7. It's Coming Down (Glenn Danzig)
8. Do You Wear the Mark
9. Until You Call on the Dark
10. Deep
11. Belly of the Beast
12. She Rides
13. Twist of Cain
14. Mother

## Créditos
- Glenn Danzig - voz
- Chuck Biscuits - batería (disco I, temas del 1 al 8)
- John Christ - guitarra (disco I)
- Eerie Von - bajo (disco I)
- Joey Castillo - batería (disc I, temas del 9 al 14 y disco II)
- Howie Pyro - bajo (disco II)
- Todd Youth - guitarra (disco II)